# Mangora kochalkai
Mangora kochalkai là một loài nhện trong họ Araneidae.
Loài này thuộc chi Mangora. Mangora kochalkai được Herbert Walter Levi miêu tả năm 2007.